# Ray Burse
Ray Burse Jr. (Prospect (Verenigde Staten), 2 oktober 1984) is een Amerikaans voetballer die speelt voor Carolina RailHawks.
Hij zat op de Ohio State University. Zijn 162 reddingen en gemiddelde van 1,11 tegendoelpunten per wedstrijd maakte hem tot een van de beste keepers van zijn universiteit. Burse werd gekozen in de derde ronde van de MLS Superdraft in 2006 door FC Dallas. Daar zat hij op de reservebank.
In 2005 speelde Burse voor Chicago Fire. Hij eindigde het jaar met gemiddeld 0,68 tegendoelpunten per wedstrijd.
Tijdens het seizoen voor FC Dallas in 2006 had Burse geen basisplaats en speelde hij regelmatig in het tweede team. Burse maakte op 24 juli 2007 zijn debuut voor FC Dallas in de openingswedstrijd van de SuperLiga tegen CD Guadalajara (1-1). Hij verscheen voor het eerst in de Major League Soccer in een met 1-0 gewonnen wedstrijd tegen de Colorado Rapids op 4 augustus 2007. Vanaf 11 oktober 2007 werd Burse basisspeler voor FC Dallas.